# Baja 1000

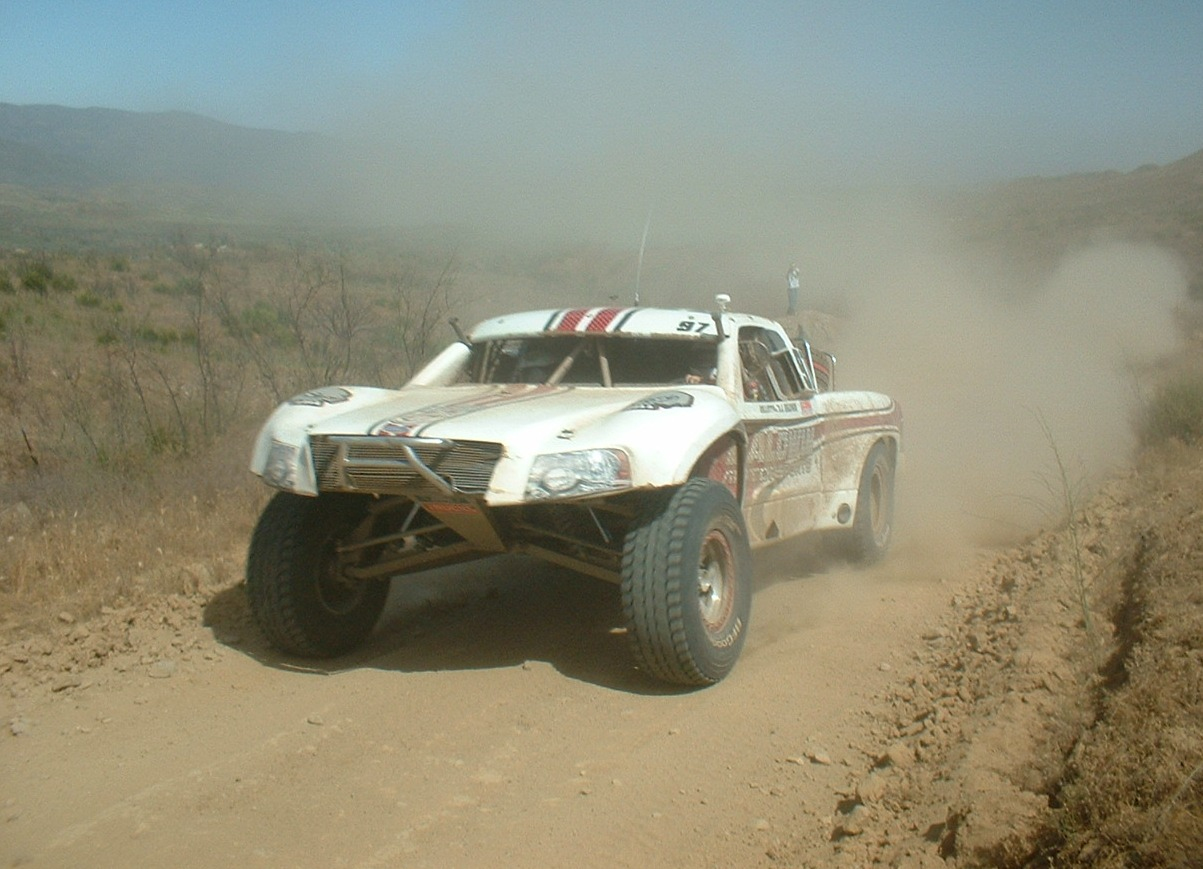
Trophy truck.

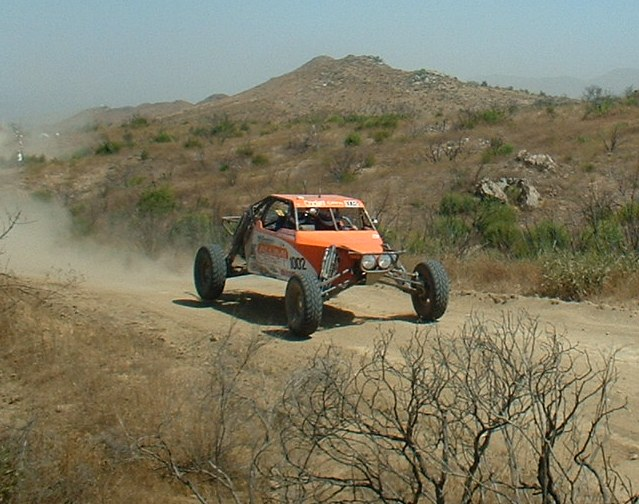
Clase 10.

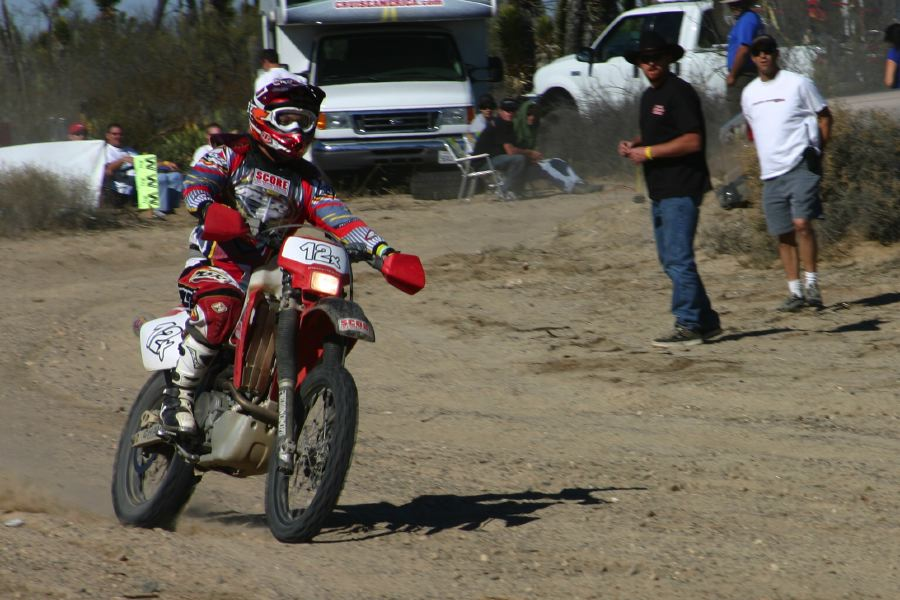
Corredor en la milla 328 de la Baja 1000.

La Baja 1000, antes conocida como la Mexican 1000, es una carrera o rally de automóvil todoterreno (en inglés Off-road vehicle), motocicletas de tipo enduro y cuatrimotos que se realiza en el desierto de la península de Baja California, México desde 1967. Es la carrera offroad más larga del mundo, que se realiza en una sola etapa. Tradicionalmente comienza en la ciudad-puerto de Ensenada y termina en la ciudad-puerto de La Paz. Tiene un recorrido de un poco más de 1,050 millas (1,700km), a esto debe su nombre. En la prueba participan automóviles (incluyendo los Bugs y Trucks además de otros todoterrenos y pickups), motocicletas y cuatrimotos.

## Historia
La historia se remonta al año de 1962 cuando Dave Ekins y Bill Robertson Jr. en un par de motocicletas Honda arrancaron de la Ciudad de Tijuana, B.C., con destino a la ciudad de La Paz, B.C.S., siendo el primer reto de esta ruta. Para comprobar su tiempo de recorrido y darle más legalidad a la competencia, sellaban una forma en las oficinas de Telégrafos; en la actualidad, estas se han cambiado por los famosos check points o puntos de chequeo. Esta primera competencia la ganó Dave Ekins con un tiempo de 39 horas y 54 minutos, mientras que Bill Robertson registró una hora más tarde en la oficina de telégrafos. Estas competencias se siguieron haciendo por cinco años, siguiendo con la costumbre de utilizar las oficinas de telégrafos para certificar los tiempos oficiales.
En 1966 el mismo Dave Ekins ganó de nuevo esta competencia en la que participaron su hermano Bud y otros dos corredores de nombres Cliff Coleman y Eddie Mulder a bordo de dos motocicletas Triumph 500s y dos Triumph 650s . En ese año Ekins se perdió en un rancho, se quedó sin gasolina y se atrasó 10 minutos al no encontrar la oficina de telégrafos en La Paz, pero aun así cronometró un récord de 39 horas 46 minutos, rompiendo su propio récord impuesto en 1962.
Vehículos de cuatro ruedas también participaron en estas competencias, siendo unos de los pioneros Ralph Poole y Spence Murria, manejando un American Rambler. Este lo estuvieron probando desde enero a septiembre de 1967, estableciendo un récord en julio de ese año de 31 horas cerradas hasta La Paz.
Estas competencias llegaron y levantaron el entusiasmo de Ed Pearlman, florista del Valle de San Fernando, quien se preguntó por qué no organizar una carrera. Así nació la “Mexican 1000”, el 31 de octubre de 1967, con un registro de 68 participantes, saliendo de Tijuana el primero de noviembre hacia La Paz. Esta carrera ya no se regiría por las oficinas de telégrafos sino por una organización que la sancionaría, dirigida por Pearlman y llamada la National Off Road Racing Association (NORRA).
Es así como nació la famosa carrera “Baja 1000” en 1967. Durante esa carrera, en motocicletas lideraba John Barnes pero sufrió desperfectos en su unidad y llegó hasta Villa Constitución, dejándoles el primer lugar a la pareja conformada por J. N. Roberts y Malcolm Smith, con un tiempo de 28 horas y 48 minutos a bordo de una Husqvarna.
Desde 1967 hasta 1973 la carrera fue organizada por la Asociación Nacional de Competición Fuera de Terreno dirigida por Ed Pearlman (NORRA por sus siglas en inglés); sin embargo en 1974, el gobierno mexicano le negó el permiso a NORRA para organizar el evento, y la crisis de combustible de ese año forzó a cancelar la carrera.
En 1975, SCORE International, con el patrocinio de Cerveza Tecate, reanudó la Baja 1000 como una competición de circuito, con la salida y meta en Ensenada, y en 1979, SCORE pudo hacer de nuevo la legendaria carrera de 1000 millas desde Ensenada hasta La Paz, Baja California Sur, como lo han hecho desde entonces.
En ocasiones, la Baja-1000 ha iniciado su recorrido en ciudades diferentes como Mexicali y Tijuana, de igual manera ocasionalmente como lo fue en el año 2000 y 2007 la carrera tuvo la meta en Cabo San Lucas, B.C.S. (GVR)
Por primera vez en el año 2023 la carrera tuvo una ruta a la inversa, es decir, la salida fue desde la ciudad de La Paz, Baja California Sur y la meta de llegada fue Ensenada, B.C. (GVR)

## Categorías Participantes
Autos y Camionetas

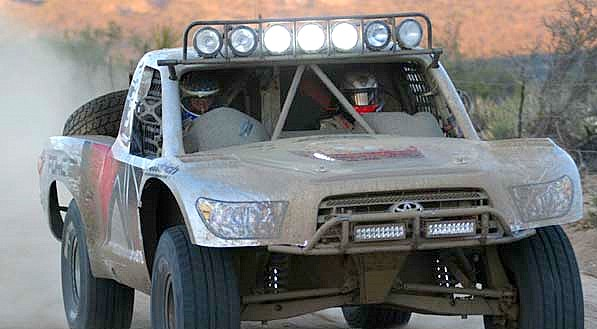
Toyota Tundra (Trophy Truck).

- Trophy Truck: Camionetas pickup de estructura tubular con suspensión y motor ilimitados de 650 a 850 HP (10400 a 13600 cc) con turbo. De uno, dos y hasta tres tripulantes
- Trophy Trucks Legends: Camionetas pickup de estructura tubular con suspensión y motor ilimitados de 650 a 850 HP (10400 a 13600 cc) con turbo. De uno, dos y hasta tres tripulantes , pero el piloto tendrá que ser mayor a 50 años.
- Trophy Truck spec: Camionetas pickup de estructura tubular con suspensión y motor ilimitados de 430 a 525 HP . De uno, dos y hasta tres tripulantes.
- Clase 1: Buggy de estructura tubular con suspensión y motor ilimitados de 350 a 800 HP (5600 a 12800 cc ). De uno y dos tripulantes.
- Clase 1/2-1600: Buggy de estructura tubular con motor de Volkswagen Escarabajo de 1600 cc restringido y suspensión modificada. De uno o dos tripulantes.
- Clase 2: Buggy con suspensión y motor ilimitados de 2200 cc
- Clase 3: Vehículo todoterreno con tracción 4x4 de eje corto.
- Clase 4: Buggy con preparación ilimitada hasta 2200 cc
- Clase 5: Ilimitado. Cabina y chasis de Volkswagen Escarabajo de tipo Baja con modificaciones estructurales abiertas. Componentes de motor y suspensión de Volkswagen Escarabajo de 1835 cc modificados.
- Clase 5-1600: Limitado. Cabina y chasis de Volkswagen Escarabajo de tipo Baja con modificaciones restringidas. Componentes de motor y suspensión de Volkswagen Escarabajo de 1600cc limitados)
- Clase 6: Camionetas pickup de chasis tubular y motores V6.
- Clase 7: Ilimitado. Camionetas pickup con modificaciones en chasis y carrocería. Motor y suspensión con algunas limitantes desde 500 a 650 HP (8000 a 10400 cc).
- Clase 7S: Mini camionetas pickup con troque original, motores desde 175 hasta 265 HP (3000 cc).
- Clase 7SX: Mini camionetas pickup con troque modificado. motores hasta 250 HP (4000 cc)
- Clase 8: Camionetas pickup con troque completo de tracción sencilla.
- Clase 9: Limitado. Estructura tubular de uno o dos tripulantes. Componentes de motor y suspensión de Volkswagen Escarabajo de 1600 cc
- Clase 10: Buggy sencillo de uno o dos tripulantes hasta 125 HP (2000 cc).
- Clase 11: Volkswagen Escarabajo con todos sus componentes de producción de serie originales y fabricados hasta 1982, motor de 1600 cc
- Clase 12: Buggy con motor Volkswagen. Sencillo limitado de 1776 cc o dos tripulantes 1835 cc
- Clase 17 Jeepspeed: Cabina y chasis de Jeep Cherokee XJ fabricados entre 1984 hasta 2001. Con modificaciones estructurales abiertas .
- Stock Full: Camionetas pickup con troques grandes originales.
- Stock Mini: Camionetas con troques pequeños originales hasta 4300 cc
- Baja Challenge: Automóviles limitados con motor subaru.
- Sportsman Buggy: Novatos a bordo de cualquier tipo de buggy
- Sportsman Truck: Camionetas pickup hasta 300 HP (4800 cc). Originalmente se ocupan camionetas de línea de producción canceladas.
- Sportsman UTV: Vehículos Polaris RZR, Yamaha Rhino y KTM 2R hasta 660 cc
- ProTruck: Camionetas pickup con troques de producción limitada

Motocicletas
- Clase 20: desde 0 hasta 125 cc
- Clase 21: desde 126 cc hasta 250 cc.
- Clase 22: desde 250 cc y más.
- Clase 30: Competidores de 30 hasta 39 años
- Clase 40: Competidores de 40 hasta 49 años.
- Clase 50: Competidores de 50 hasta 59 años.
- Clase 60: Competidores de 60 hasta 65 años.
- ironman: Competidores corren solos sin relevo

ATVs
- Clase 24: desde 0 hasta 250 cc.
- Class 25: desde 251 cc en adelante.[6]

## Ganadores
*Mejor tiempo general.

**Oficialmente la carrera fue llamada Baja 2000 (1726 millas) por el año 2000.

## En la cultura popular
- En la película Timerider (1982), el héroe Swann está compitiendo en la Baja 1000 cuando inadvertidamente tropieza con un experimento de urdimbre del tiempo y es enviado de vuelta al Viejo Oeste en la década de 1870.[7]
- El documental Dust to Glory (2005) sigue a los concursantes de la Baja 1000
- El documental de seguimiento de Dust to Glory, Dust 2 Glory sigue a los concursantes durante la temporada 2016 antes de ser lanzado a tiempo para el 50 aniversario de Baja 1000 en 2016.
- SCORE International Baja 1000, conocido en Europa como SCORE International Baja 1000: World Championship Off Road Racing, es un videojuego desarrollado por Left Field Productions y publicado por Activision en 2008. Fue lanzado para PlayStation 2, PlayStation 3, Microsoft Windows, Nintendo Wii y Xbox 360.[8]